# Ivan Banko
Ivan Banko, slovenski podobar in pozlatar,  * (?), Mengeš, † (?).
Ivan Banko je verjetno deloval od leta 1700 do 1800. V  Mengšu je 1788 napravil krstilnik za cerkev sv. Katarine v Rovah. Leta 1791 pa je pozlatil v Kranju novi veliki oltar.